# ゴットフリート・ツー・ホーエンローエ＝シリングスフュルスト
ゴットフリート・ツー・ホーエンローエ＝シリングスフュルスト（Gottfried Prinz zu Hohenlohe-Schillingsfürst, Ratibor und Corvey, 1867年11月8日、ウィーン - 1932年11月7日、ウィーン）は、オーストリアの貴族、軍人、外交官。最終階級は陸軍少将。駐独オーストリア大使（在任1914年 - 1918年）。ドイツの旧諸侯ホーエンローエ＝シリングスフュルスト家の一員。

## 生涯

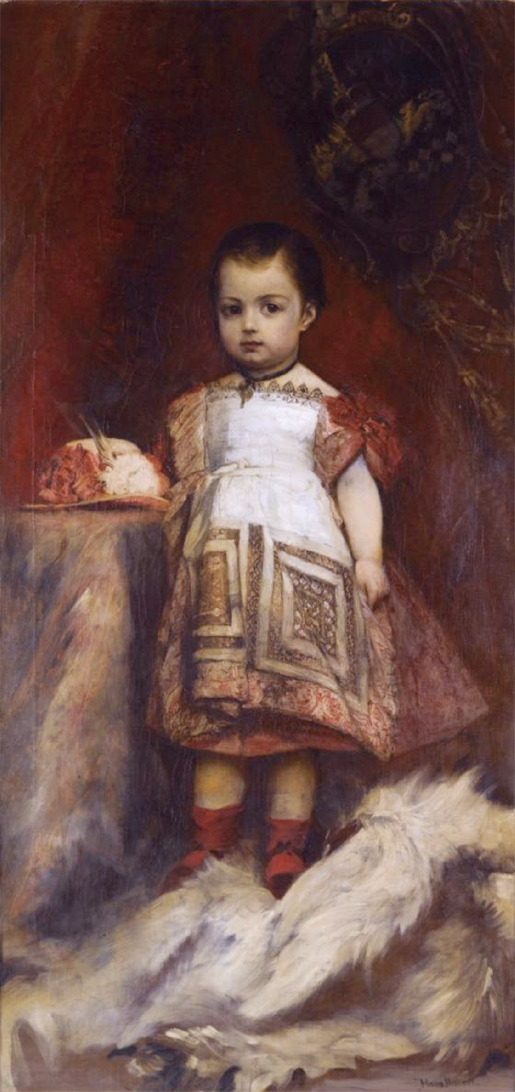
幼少期のゴットフリートを描いた肖像、ハンス・マカルト画、1870年

オーストリア宮内長官を務めたホーエンローエ＝シリングスフュルスト侯子コンスタンティンと、その妻のザイン＝ヴィトゲンシュタイン＝ルートヴィヒスブルク侯女マリーの間の四男としてウィーンで生まれた。ホーエンローエ家は陪臣化されたシュタンデスヘル家門で、父方伯父のホーエンローエ＝シリングスフュルスト侯クロートヴィヒはバイエルン宰相・ドイツ帝国宰相を、次兄のコンラートはオーストリア（ツィスライタニア）首相を務めるなど、多くの政治家を輩出した。姪フランツィスカはのちにオーストリア大公マクシミリアン・オイゲンの妃となった。また、母方の祖母カロリーネは作曲家フランツ・リストの愛人として知られる。
ウィーンのショッテン中等教育学校（Schottengymnasium）を卒業後、1887年より陸軍第6驃騎兵連隊（Husaren-Regiment „Graf Nádasdy“ Nr. 9）に入隊し、1893年から1895年の間はテレジア陸軍士官学校に学んだ。1902年から1907年までサンクトペテルブルクの大使館で駐在武官を務め、これを契機に外交官としての道を歩むことになる。

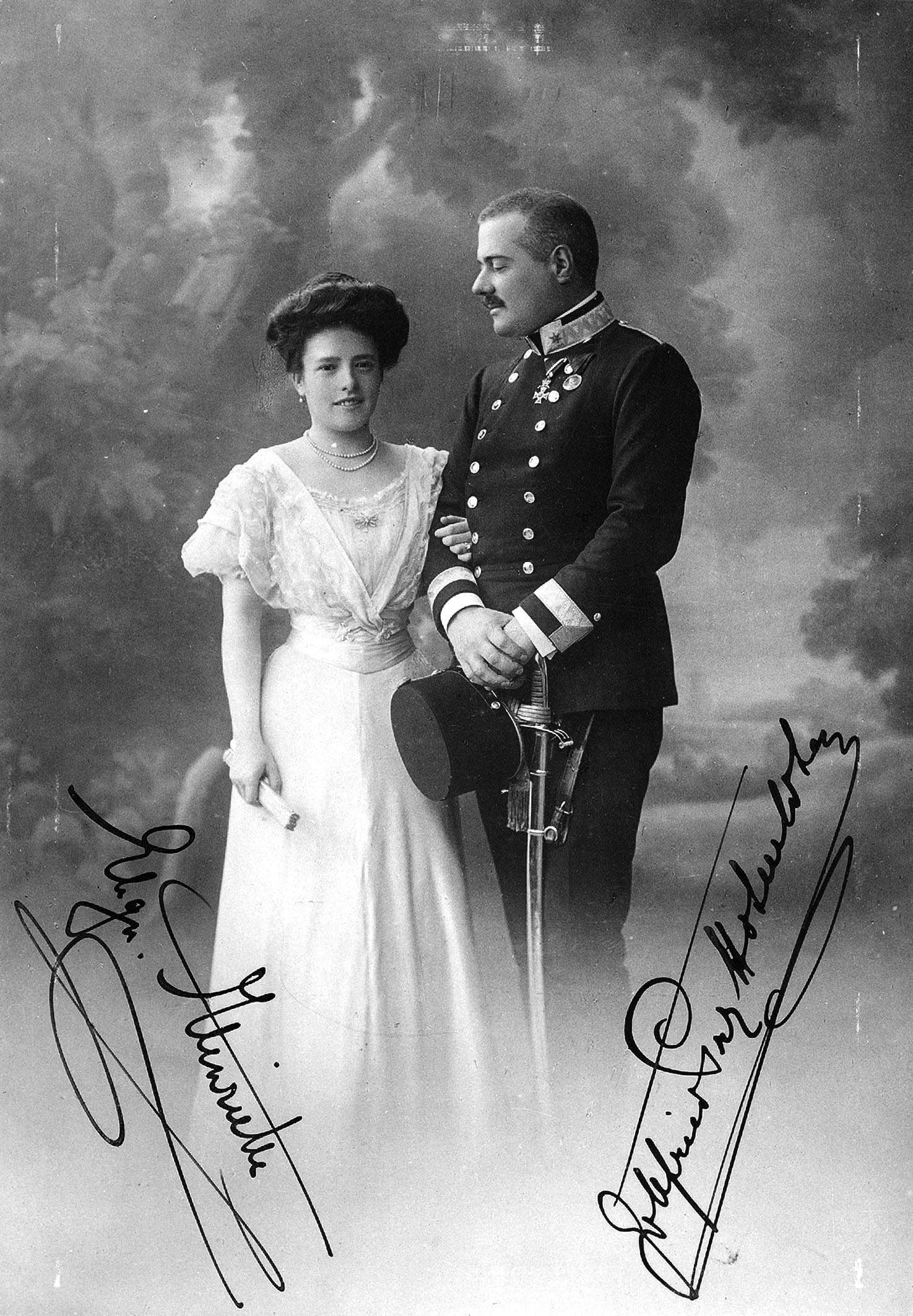
妻マリア・ヘンリエッテとゴットフリート（1908年）

1908年6月3日にバーデン・バイ・ウィーンにおいて、オーストリア帝室のハプスブルク＝ロートリンゲン家の一員でテシェン公爵家の当主であるフリードリヒ大公の娘マリア・ヘンリエッテ（1883年 - 1956年）と結婚した。夫妻の間にはエリーザベト（1909年 - 1987年）、ナターリエ（1911年 - 1989年）、フリードリヒ（1913年 - 1945年）の1男2女が生まれた。
1908年4月から1913年11月まではベルリンのオーストリア大使館に勤務。1913年2月、バルカン危機によるロシアとの葛藤を収拾するため、フランツ・ヨーゼフ1世の特使としてサンクトペテルブルクに派遣されている。1914年8月4日から1918年11月14日の第1次世界大戦終結までオーストリアのドイツ大使を務めた。
1914年末に、ガリツィア東部の割譲と引き換えにロシアと単独講和しようというドイツ政府の構想を破棄させている。また、1917年のシクストゥス事件をきっかけに、皇帝カール1世と二重帝国外相オタカル・チェルニーン伯爵との関係が悪化すると、チェルニーン伯爵の更迭後に外相に就任すると思われたが、実現しなかった。